# Nicky Maynard
Nicky Maynard (Winsford, Inglaterra, 11 de diciembre de 1986) es un futbolista inglés. Juega de extremo y su equipo es el Macclesfield F. C. de la Northern Premier League.

## Clubes
| Club                             | País       | Año       |
| -------------------------------- | ---------- | --------- |
| Crewe Alexandra F. C.            | Inglaterra | 2005-2008 |
| Witton Albion F. C. (cedido)     | Inglaterra | 2006      |
| Bristol City F. C.               | Inglaterra | 2008-2012 |
| West Ham United F. C.            | Inglaterra | 2012      |
| Cardiff City F. C.               | Gales      | 2012-2015 |
| Wigan Athletic F. C. (cedido)    | Inglaterra | 2014      |
| Milton Keynes Dons F. C.         | Inglaterra | 2015-2017 |
| Aberdeen F. C.                   | Escocia    | 2017-2018 |
| Bury F. C.                       | Inglaterra | 2018-2019 |
| Mansfield Town F. C.             | Inglaterra | 2019-2021 |
| Newport County A. F. C. (cedido) | Gales      | 2021      |
| Tranmere Rovers F. C.            | Inglaterra | 2021-2022 |
| Macclesfield F. C.               | Inglaterra | 2022-     |

## Palmarés

### Campeonatos nacionales
| Título                       | Club               | País       | Año     |
| ---------------------------- | ------------------ | ---------- | ------- |
| Football League Championship | Cardiff City F. C. | Inglaterra | 2012/13 |